# Bergsvingel
Bergsvingel (Festuca brachyphylla) är en gräsart som beskrevs av Schult. och Julius Hermann Schultes. Enligt Catalogue of Life ingår Bergsvingel i släktet svinglar och familjen gräs, men enligt Dyntaxa är tillhörigheten istället släktet svinglar och familjen gräs. Arten har ej påträffats i Sverige. Inga underarter finns listade i Catalogue of Life.

## Bildgalleri

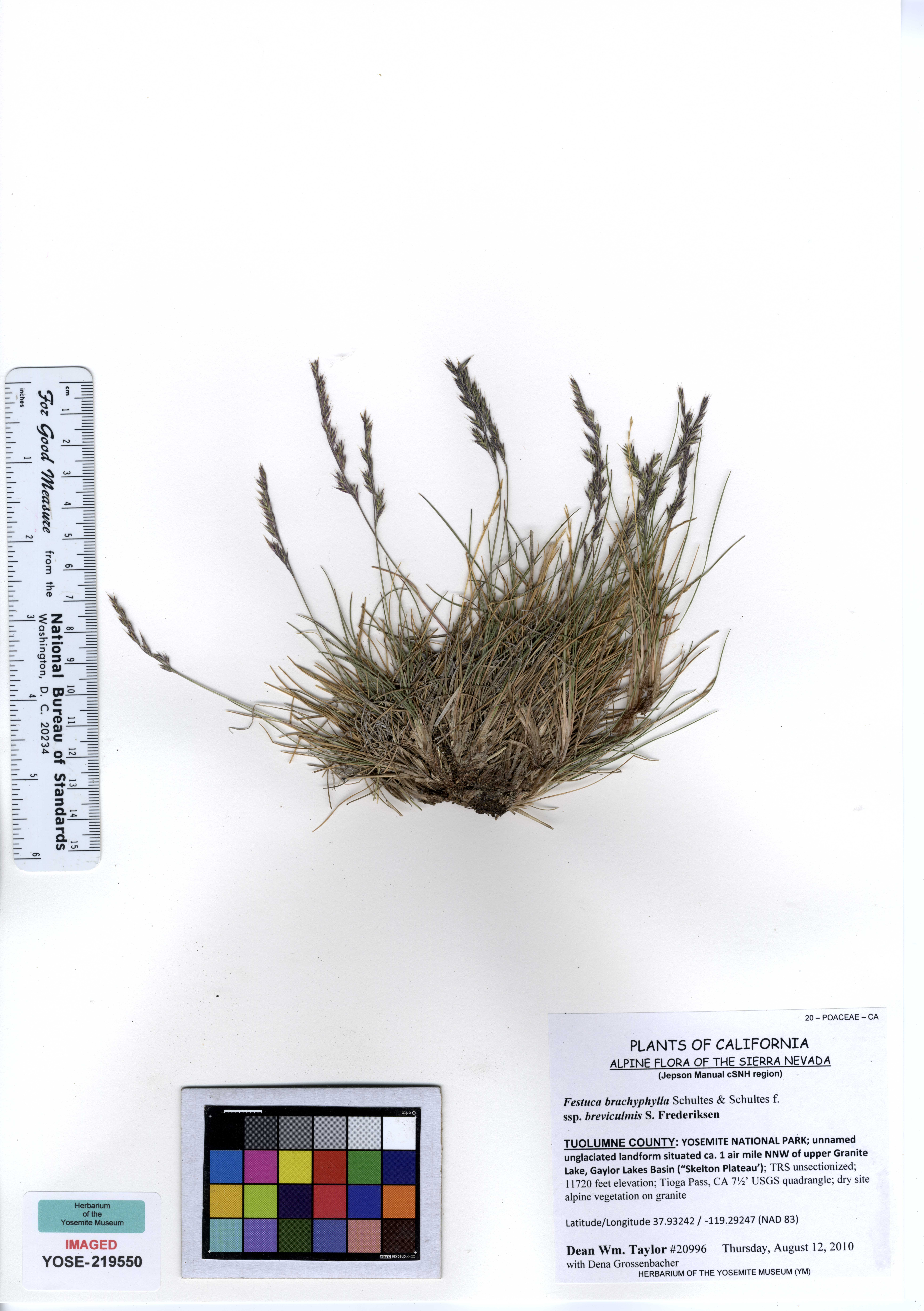